# 惊人的假说
《惊人的假说》（The Astonishing Hypothesis）是科学家弗朗西斯·克里克在1994年写的关于意识的书。克里克是DNA分子结构的共同发现者之一，后来成为神经科学和脑研究的理论家。《惊人的假说》主要涉及建立意识科学研究的基础；但是，克里克将意识研究放在了更大的社会环境中。克里克认为，人类的意识是人类生存的核心，因此科学家们发现他们正在研究的问题在传统上是留给哲学和宗教的。湖南科学技术出版社出版了其简体中文版，并归入其《第一推动丛书》。

## 內容
《惊人的假说》认为：“一个人的精神活动完全是由神经元、神经胶质细胞以及构成并影响它们的原子、离子和分子的行为所导致的。”克里克声称，20世纪对大脑的科学研究使大家接受了将意识、自由意志和人类灵魂作为科学研究的对象。
克里克并没有试图涵盖意识的所有方面（意识、思想、想象、感知，等等），而是专注于灵长类动物的视觉系统，并将意识体验的前提分解为几个广泛的子条件，包括某种短期记忆和注意力机制。之后，本书简要概述了许多神经科学话题，包括对神经元功能的调查、对基本神经回路及其人工等效物的描述。整个过程中，克里克引用了各种实验，而这些实验又表明了他对视觉意识方面的观点尚存在局限性，例如在调查猕猴盲视现象方面的研究。
该书的后几章试图将前面所作出的关于视觉系统的许多观点综合到一个统一的框架中，但克里克经常注意到他的假设存在许多例外情况，而且他尝试进行的综合有些笨拙。另外在这里，他借机为进一步的实验提出建议，这些实验可以为进一步理解人类意识提供经验基础，他还附了一个简短的附录，涉及到他有意掩饰的几个主题，例如自由意志。总而言之，克里克不断重复的信息，即写作《惊人的假说》的主要目的，在于打破科学界不愿对意识进行彻底和科学的调查这一现状，并鼓励哲学家等其他人以一种考虑了神经科学发现的方式来定位意识问题。

## 背景与回应
克里克在较早的著作《疯狂的追求》中讨论了科学与宗教的关系。克里克对这种关系的看法是，宗教在科学问题上可能是错误的，而科学所做的部分就是要面对宗教传统中所存在的错误。例如，自然选择的生命进化机制的思想，与通过神的干预来创造生命的某些观点相冲突。克里克为《惊人的假说》取的副标题是《灵魂的科学探索》。

## 批评
克里克用绝对的唯物主义方法来解释意识，这在神经科学和哲学领域中都有许多反对者。有些人，例如神经病学家和诺贝尔奖获得者杰拉尔德·埃德尔曼认为，神经达尔文主义是人类出现复杂智力的更令人满意的解释。另一个思想流派（主要由科学学科之外的人组成）认为，意识要么完全超出了解释的可能性，要么至少依赖于某些并不简单的物理（即分子等）性质。最后，那些支持量子心灵理论的人，也不同意克里克将大脑的工作仅仅简化为物理学标准模型。